# Feliks Polanowski
Feliks Polanowski herbu Pobóg (ur. ok. 1745, zm. 1808) –  starosta stęgwilski, skarbnik bełski, elektor 1764, mecenas kultury, wolnomularz.
Urodził się ok. 1745 r. jako syn Tomasza, łowczego i podstolego bełskiego oraz Katarzyny Sierakowskiej herbu Lubicz.
Podpisał elekcję Stanisława Augusta Poniatowskiego w 1764 r. Po śmierci teścia Adama Mrozowickiego, 11 kwietnia 1775 r. król Stanisław August nadał jemu starostwo stęgwilskie, które było przez ok. 40 lat w rękach rodziny Mrozowickich. Według Seweryna Uruskiego w 1788 r. był skarbnikiem bełskim.
W 1773 r. wstąpił do loży masońskiej w Paryżu (jego dyplom wolnomularski znajduje się w Lwowskiej Naukowej Bibliotece  im. W. Stefanyka Akademii Nauk Ukrainy we Lwowie – Archiwum Rozwadowskich).
3 maja 1789 r. został wyznaczony Konstytucją Sejmu Wielkiego do sposobu wynalezienia ofiary z dóbr ziemskich i duchownych w powiecie bracławskim i w mieście Bracławiu.
Był dziedzicem znacznych dóbr w województwie bełskim, m.in.: Bujańca, Śmitkowa, Ostrowa, Opulska i Moszkowa w powiecie sokalskim. Jego dwór w Moszkowie tętnił życiem kulturalnym. Zgromadził  tam znaczną bibliotekę, w 1789 r. nuncjusz papieski Ferdynand Maria Saluzzo wydał jemu i jego rodzinie zgodę na czytanie książek zakazanych ogółowi przez władzę kościelną.
Był osobą bardzo zasłużoną dla kultury polskiej jako mecenas. W 1800 r. zatrudnił w swojej kapeli dworskiej wówczas 15-letniego Karola Kurpińskiego w charakterze drugiego skrzypka, który miał tam szansę na zapoznanie się partyturami klasyków wiedeńskich. Nabywał on w czasie 8-letniego pobytu w Moszkowie umiejętności muzycznych, podpatrując członków kapeli, analizując razem z nimi partytury i słuchając uwag mistrza. Poznał wówczas szeroki repertuar muzyki poważnej, w tym operowej; bywał często w operach lwowskich. To była jego jedyna szkoła muzyczna, dzięki której nauczył się gry w zespole i poznał zasady komponowania. Swoją pierwszą kompozycję skomponował w Moszkowie, była to muzyka do sceny lirycznej Pigmalion wystawionej przez tamtejszą kapelę dworską. Mecenat Polanowskiego miał zasadniczy wpływ na rozwinięcie talentu Kurpińskiego.
Od 1775 roku był żonaty 1.v z Elżbietą Katarzyną Urszulą Mrozowicką herbu Prus III, córką Adama, starosty stęgwilskiego i regimentarza wojsk koronnych oraz Ewy Franciszki Puzynianki, pisarzówny wielkiej litewskiej, urodzoną w 1754 r. w Sokołówce, z którą pozostawił córkę Annę, urodzoną w 1778 roku, żonę  Jan Uruskiego herbu Sas, dziedzica Juśkowic. Od 1789 r. był żonaty 2.v z Boną Świdzińską herbu Półkozic, córką Ignacego, starosty lityńskiego i Heleny Mierzejewskiej herbu Szeliga, kasztelanki sochaczewskiej, z którą pozostawił synów: Aleksandra i Stanisława. Zmarł w 1808 roku. 